# Ernst Adolf Pagenstecher
Ernst Adolf Pagenstecher, auch Ernst August Pagenstecher (* 30. Juni 1826 in Elberfeld (heute Stadtteil von Wuppertal); † 10. Februar 1901 in Heidelberg) war ein deutscher Rechtswissenschaftler und Hochschullehrer an der Ruprecht-Karls-Universität Heidelberg.

## Leben und Werk
Pagenstecher war ein Sohn von Heinrich Carl Alexander Pagenstecher. Nach dem Besuch des Elberfelder Gymnasiums studierte er ab 1844 Rechtswissenschaften an den Universitäten Berlin, Heidelberg und Bonn. In Bonn wurde er 1848 zum Dr. iur. promoviert. Anschließend kehrte er nach Heidelberg zurück, wo er sich am 18. Oktober für Römisches Recht habilitierte. Ab dem Sommersemester 1852 las Pagenstecher über Enzyklopädie und das Staatsrecht der römischen Republik. 1861 wurde er zum außerordentlichen Professor ernannt und später in das Spruchkollegium der Heidelberger juristischen Fakultät aufgenommen. Aus Unzufriedenheit bat er jedoch später selbst um seine Entlassung, die ihm 1871 gewährt wurde. Fortan lebte er bis zu seinem Tod als Privatier in Heidelberg.
Pagenstechers Werk wird vor allem durch sein von der Wissenschaft aufmerksam betrachtetes dreibändiges Werk zur Eigentumslehre geprägt. Darüber hinaus forschte und lehrte er vor allem zur Pandektenwissenschaft.

## Schriften
- Die römische Lehre vom Eigenthum in ihrer modernen Anwendbarkeit - Erste Abtheilung: Begriff und gesetzliche Beschränkung des Eigenthums. Bangel & Schmitt, Heidelberg 1857.
- Die römische Lehre vom Eigenthum in ihrer modernen Anwendbarkeit - Zweite Abtheilung: Erwerb und Verlust des Eigenthums. Bangel & Schmitt, Heidelberg 1858.
- Die römische Lehre vom Eigenthum in ihrer modernen Anwendbarkeit - Dritte Abtheilung: Rechtsschutz des Eigenthums. Bangel & Schmitt, Heidelberg 1859.
- Pandekten-Praktikum Puchta's Pandekten und Girtanner's Rechtsfällen, mit Hinweisung auf die Lehrbücher von Arndts und von Vangerow. Bangel & Schmitt, Heidelberg 1860.